# Калининградский вопрос

Калининградская область (темно-зеленый) и остальная европейская территория России (светло-зеленый)

Калининградский вопрос (нем. Kaliningrad-Frage, Königsberg-Frage; лит. Kaliningrado klausimas, Karaliaučiaus klausimas; пол. Kwestia Kaliningradu, Kwestia Królewca) — политический вопрос относительно будущего статуса Калининградской области.

## Предпосылки

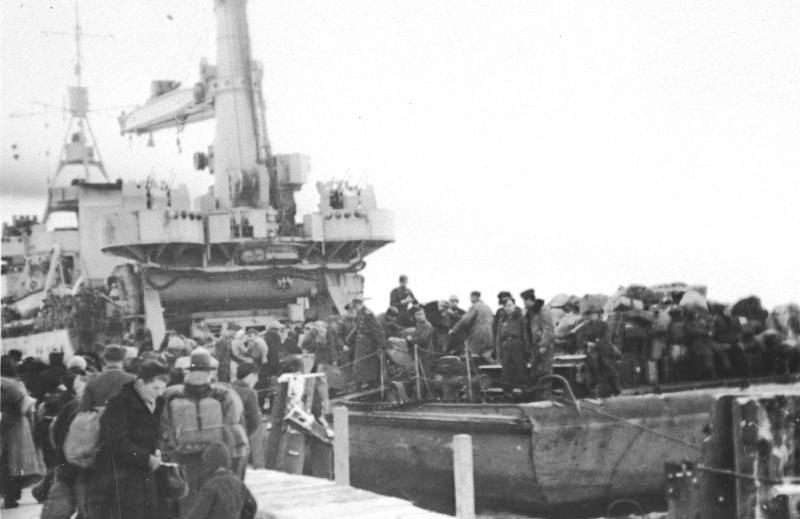
Немцы в 1945 году, спасаясь от приближающейся Красной Армии, садятся на корабль FSS Wedel в Кенигсберге, чтобы отправиться в Западную Германию.

В 1945 году на Потсдамской конференции было принято решение о разделе принадлежавшей тогда Германии Восточно-Прусской провинции, северная часть которой была передана СССР, который в 1946 году включил её в состав РСФСР и назвал её Калининградской областью в честь Михаила Калинина, а Кенигсберг был переименован в Калининград, а также изменил все остальные топонимы области. Немецкие, литовские и латвийские жители этой местности в то время были изгнаны по приказу Сталина, а на их месте разбили лагерь поселенцы из Тамбовской, Рязанской, Пензенской и Орловской областей РСФСР.

## История
Генеральный секретарь ЦК КПСС Никита Хрущев предлагал секретарю Коммунистической партии Литвы Антанасу Снечкусу включить Калининградскую область в состав Литовской ССР, но Снечкус отказался, не желая этого из-за того, что это могло радикально изменить этнический состав Литовской ССР, введя в республику около миллиона русских.

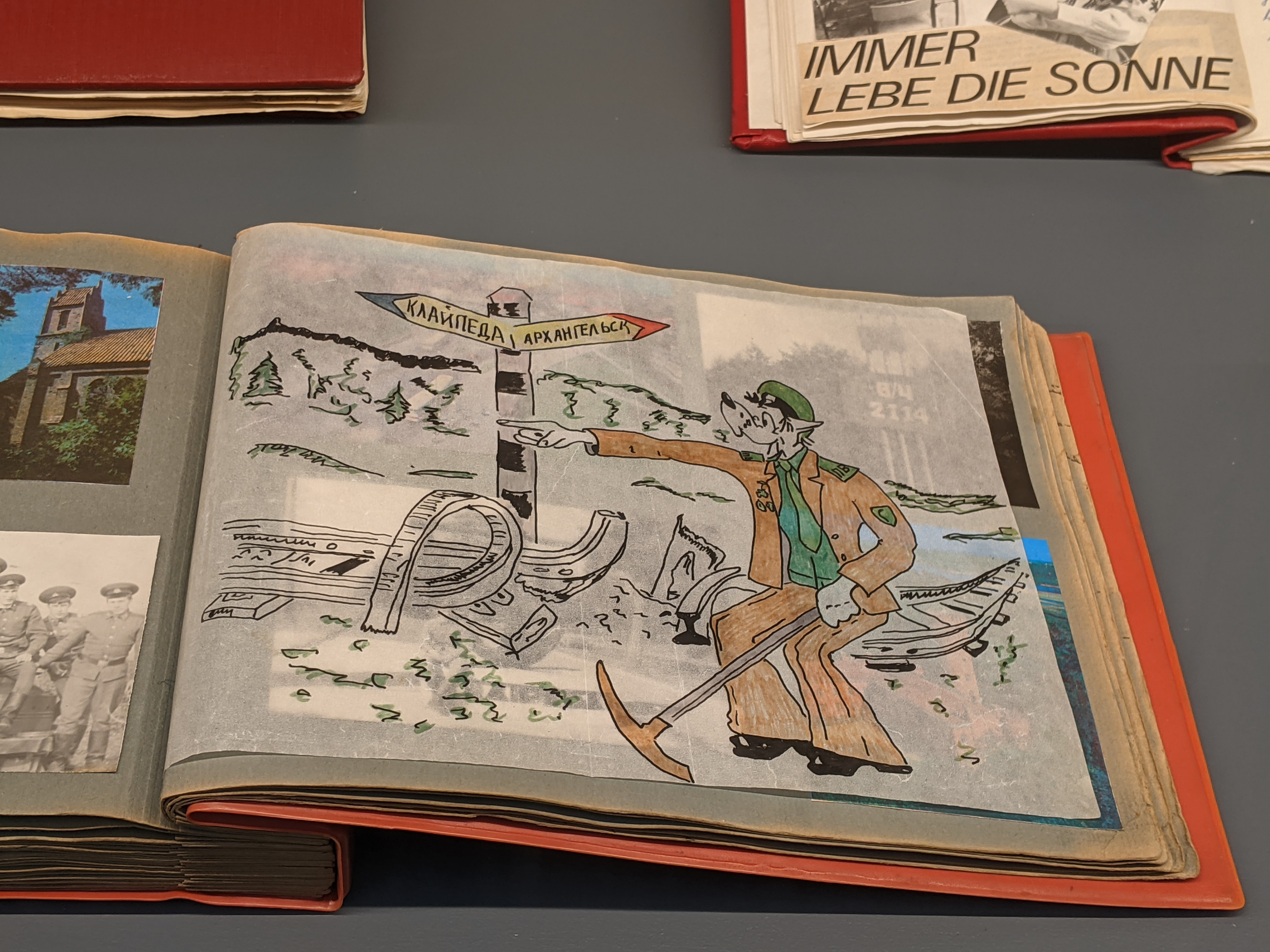
Рисунок периода воссоединения Германии из дембельского альбома военнослужащего Черняховского погранотряда, на тему одностороннего прекращения железнодорожного сообщения Калининградского эксклава с Европой

В 1990 году, когда Германия воссоединилась, она официально отказалась от претензий на все бывшие немецкие земли к востоку от Одера. Президент Советского Союза Михаил Горбачев предложил превратить Калининград в особую экономическую зону Германии, а несколько лет спустя президент России Борис Ельцин, предложил это Германии в обмен на списание нескольких десятков миллиардов долларов долга, но сделка не состоялась, а позже обе стороны отрицали существование таких переговоров.
В 1990-е годы была основана Балтийская республиканская партия, целью которой было провозглашение независимого государства в Калининградской области, а также было создано несколько немецких организаций, которые способствовали переселению нескольких десятков немцев в Калининградскую область с намерением основать там немецкие поселения, однако, когда Владимир Путин стал президентом России, и партия, и организации были ликвидированы как не соответствующие российскому законодательству.
Калининградский вопрос вновь был поднят в 2002 году во время переговоров о возможном приеме Латвии и других стран Балтии в НАТО. Принятие Литвы в НАТО означало бы, что все страны, с которыми Калининградская область имеет сухопутной границей, будут членами НАТО. В качестве одного из вариантов обсуждалась возможность возвращения Германии Калининградской области в обмен на списание долга России.
В 2014 году аналитик Центра восточноевропейских исследований в Вильнюсе Лауринас Кащюнас заявил, что после того как Россия аннексировала Крым и пытается претендовать на другие территории на востоке Украины, появился повод пересмотреть статус Калининградской области, что может быть сделано юридически и политически участниками Потсдамской конференции — Великобританией и США, но пока отсутствует политическая воля. С другой стороны, преподаватель Института международных отношений и политических наук Вильнюсского университета Томас Янелюнас считал, что поднятие вопроса о Потсдамском договоре и статусе Калининграда не имеет политической основы, поскольку ни одна страна не претендует на территорию Калининградской области, а в самой Калининградской области признаков сепаратизма нет. По его мнению, поднятие калининградской темы может привести к геополитическому кризису.
В 2017 году член Сейма Литвы Линас Бальсис высказал мнение, что может быть поднят вопрос о статусе Калининградской области, и она может стать демилитаризованной территорией, которая останется в составе России, но сохранит более тесные торговые отношения с Европой. МИД Литвы дистанцировалось от заявлений Бальсиса, заявив, что они «не поднимают вопрос о статусе Калининградской области Российской Федерации».